# Аварійна ситуація
Аварійна ситуація — стан потенційно небезпечного об'єкта, що характеризується порушенням меж та (чи) умов безпечної експлуатації, але не перейшов у аварію, і за якого всі несприятливі впливи джерел небезпеки на персонал, населення та довкілля утримуються у прийнятних межах за допомогою відповідних технічних засобів, передбачених проектом.

## Визначення терміну в українському законодавстві
В українському законодавстві існує майже два десятки визначень терміну «аварійна ситуація», які відрізняються перш за все за ознакою сфери регулювання, а саме в:

### Авіації
- Аварійна ситуація  — ситуація, яка характеризується відхиленням від нормальних умов життя і діяльності людей, що призвело (може призвести) до загрози життю та здоров'ю людей, руйнування будівель, споруд, обладнання і транспортних засобів;[1]
- Аварійна ситуація в польоті — умови, що виникають унаслідок раптової відмови авіаційної техніки, погіршення здоров'я членів екіпажу або польоту повітряного судна за умов, що потребують від екіпажу вжиття заходів та відрізняються від нормальних умов польоту;[2]

### Атомній енергетиці
- Аварійна ситуація — стан атомної станції[3] (або: об'єкта по виробництву ядерного палива[4]; або об’єкта, призначеного для поводження з радіоактивними відходами[5]), що характеризується порушенням меж і/або умов безпечної експлуатації, що не перейшов в аварію;
- Аварійна ситуація — будь-яка незапланована подія, що характеризується порушенням умов нормальної експлуатації сховища для зберігання радіоактивних відходів, але не кваліфікована як аварія;[6] та [7]